# Horný Pial
Horný Pial és un poble i municipi d'Eslovàquia que es troba a la regió de Nitra, al sud-oest del país.
La primera menció escrita de la vila es remunta al 1251.

## Demografia
| Godina             | 1994 | 2004   | 2014   | 2024   |
| ------------------ | ---- | ------ | ------ | ------ |
| Nombre de persones | 307  | 298    | 277    | 287    |
| Diferència         |      | −2,93% | −7,04% | +3,61% |

| Godina             | 2023 | 2024   |
| ------------------ | ---- | ------ |
| Nombre de persones | 279  | 287    |
| Diferència         |      | +2,86% |